# Csiajükuan város
Csiajükuan város (egyszerűsített kínai írással: 嘉峪关市, pinjin: Jiāyù Guān) prefektúra szintű város Kínában, Kanszu tartományban. Lakosainak száma 312 663 fő (2020).

## Népesség
| 2010 | 231 853 |
| 2020 | 312 663 |

## Testvérvárosok
- Kremencsuk